# Ijime
L'ijime (いじめ? o, meno comunemente, 苛め?) è un fenomeno sociale giapponese simile a quello che in italiano viene chiamato bullismo, nella forma specifica di ostracismo (bullismo ostracizzante o bullismo di esclusione).
Il termine è un sostantivo derivato dal verbo ijimeru (いじめる? "tormentare", "perseguitare"), ed è usato per identificare un particolare tipo di violenza scolastica. Si tratta di ijime quando un gruppo più o meno ampio di studenti identifica tra i compagni di classe un individuo solitamente incapace di reagire, e quindi lo sottopone sistematicamente a pratiche vessatorie e disumanizzanti per periodi prolungati di mesi, o anche anni, con il silenzio complice dell'intera classe, quando non degli insegnanti. Diversi casi hanno visto gli insegnanti stessi incoraggiare o partecipare all'ijime.

## Storia
I primi studi specialistici sull'ijime risalgono all'inizio degli anni ottanta del XX secolo. In questo periodo i rigorosi interventi del Ministero dell'Istruzione giapponese hanno ottenuto un certo successo nel circoscrivere e porre sotto controllo un altro fenomeno scolastico, tipico del decennio precedente, cioè il teppismo giovanile, detto kōnai bōryoku (校内暴力?, lett. "violenza scolastica"). Mentre il kōnai bōryoku indirizzava la violenza verso l'esterno del gruppo degli studenti, contro i docenti o, tramite il vandalismo, contro i simboli delle istituzioni, ora l'ijime, all'inverso, è rivolto verso l'interno del gruppo, una violenza non più esibita ma nascosta, particolarmente difficile da riconoscere.
Primo punto di svolta si ha a metà degli anni ottanta. L'incremento nella segnalazione dei casi di ijime e, soprattutto, l'incremento annuo di suicidi delle vittime risveglia l'attenzione dei mass media. Il problema esce dagli ambiti degli studi specialistici e diventa di dominio comune, creando a livello collettivo la richiesta di interventi concreti da parte delle istituzioni, a cominciare dal Ministero dell'Istruzione.
L'attivazione di programmi per rilevare la presenza dell'ijime a livello nazionale e l'elaborazione di strategie di contrasto del fenomeno sembrano dare dei frutti. Il periodo che intercorre tra la fine degli anni Ottanta e i primissimi novanta è detto periodo della "normalizzazione" (沈静化?, chinseika), in cui le statistiche ufficiali segnano un continuo e significativo calo nei casi rilevati. Già con all'inizio del nuovo decennio, tuttavia, alcuni studi indipendenti smentiscono questa tendenza, ponendo seri dubbi sull'affidabilità dei dati ufficiali e ministeriali.
Un drammatico caso di suicidio di uno studente quattordicenne vittima di ijime, nel 1992, risolleva l'intera questione. La particolare violenza dell'ijime subita dalla vittima, e le pesanti accuse rivolte dai genitori alla scuola, dove gli insegnanti ammettono di non essersi assolutamente accorti della situazione, sollevano a livello nazionale la questione della validità non solo degli interventi del Monbushō, ma delle stesse statistiche ministeriali, riproponendo, a livello di studi specialistici e non solo, la problematicità delle modalità con cui riconoscere il fenomeno e con cui contrastarlo.
La ripresa del dibattito sull'ijime negli anni Novanta segnala, rispetto al decennio precedente, il passaggio in secondo piano dei precedenti toni emergenziali, cui subentra una sorta di "metabolizzazione" del fenomeno, vissuto adesso quasi come un corollario inevitabile, non sradicabile e forse nemmeno contenibile della società giapponese contemporanea. L'assimilazione dell'ijime nell'insieme dei luoghi comuni dell'immaginario collettivo è riconoscibile dal suo uso costante, quasi immancabile, nelle rappresentazioni della realtà giovanile e scolastica: da questo periodo l'ijime diventa un ingrediente immancabile in telefilm, film, disegni animati e fumetti ad ambientazione scolastica. Condotte nella maggior parte dei casi con toni stereotipi e semplificati, ricavati dall'informazione giornalistica, queste rappresentazioni dimostrano il definitivo inserimento dell'ijime all'interno di un discorso autoreferenziale sulla gioventù, dove passa in secondo piano l'interesse per un'eventuale soluzione o comunque per una percezione problematica della complessità del fenomeno.
Con la seconda metà degli anni Novanta, dunque, passato in secondo piano l'ijime, il nuovo problema scolastico al centro dell'attenzione pubblica diventa quello della totale mancanza di disciplina nelle scuole dell'obbligo, dell'incapacità di docenti di imporre un ordine e di interesse, da parte degli studenti, nell'imporselo (学級崩壊?, gakkyū hōkai, lett. "sfascio della classe scolastica").
Da segnalare comunque che è proprio con la seconda metà degli anni Novanta che si avviano tentativi di comparazione tra l'ijime giapponese e l'analogo fenomeno del bullismo, studiato anche nei paesi anglosassoni o scandinavi già a partire dal termine degli anni '70 e, una ventina d'anni più tardi, anche in Italia. Negli anni successivi al 2000, viene nuovamente segnalato un notevole incremento nei casi di ijime.

## Caratteristiche del fenomeno
L'ijime, il cui decorso si sviluppa lungo fasi che sono state ormai ben identificate dagli studiosi, si esplica attraverso diverse pratiche collettive, dotate di maggiore o minore gravità, diffusione e possibilità di essere riconosciute dall'esterno. Si va da piccoli dispetti come l'imposizione di soprannomi, sino al danneggiamento e alla distruzione del materiale scolastico o degli oggetti personali. Dal mancato coinvolgimento nelle attività di gruppo, sino alla vera e propria cancellazione sociale della vittima, trattata come se non esistesse. I casi più gravi arrivano a minacce fisiche, spesso portate a termine, estorsioni di quantità di denaro anche ingenti, minacce e/o tentativi di uccidere la vittima. In alcuni casi, molto rari e prontamente amplificati dai mass media, gli aggressori sono arrivati a causare la morte della vittima. Molto più spesso è invece quest'ultima a togliersi la vita.
Per tutti questi ultimi casi, com'è ovvio, si solleva quasi sempre il dibattito se debbano essere considerati l'estrema conseguenza di una degenerazione psicologica collettiva o non piuttosto degli atti criminali da perseguire penalmente. In pratica, viene messa in questione la responsabilità degli aggressori, quasi sempre preadolescenti, e dunque individui dallo statuto non del tutto definito per quel che riguarda l'autodeterminazione.

## La percezione sociale
A causa della sua particolare struttura, in cui si intrecciano aspetti oggettivi e soggettivi, collettivi e individuali, le teorie che tentano di spiegare l'origine e la natura dell'ijime presentano una notevole varietà e ben pochi sono i punti condivisi dalla maggioranza degli specialisti del fenomeno.
Il maggior problema riguarda le modalità per la raccolta dei dati. L'ijime, difatti, a differenza di altri problemi sociali come, ad esempio, la tossicodipendenza o l'omicidio, è un fenomeno per la cui determinazione concorrono in maniera decisiva le percezioni soggettive sia delle vittime sia degli aggressori. Fatto, questo, messo in luce proprio dall'insufficienza delle rilevazioni del Ministero dell'Istruzione, effettuate tramite questionari diretti rivolti agli studenti. Altri studi hanno poi mostrato come molti casi di ijime siano vissuti in modo drammatico dalla vittima e percepiti con molta meno consapevolezza da parte degli aggressori e ancor meno da parte di eventuali osservatori esterni, come i docenti, ai quali possono apparire dei semplici "giochi" o "litigi".
Da segnalare inoltre come il Ministero dell'Istruzione abbia a lungo affidato esclusivamente alle scuole e ai suoi responsabili la raccolta e la convalida dei dati. Considerando il notevole livello competitivo che oppone in regime di concorrenza le scuole giapponesi, altamente integrate con la competizione del mondo del lavoro, appare evidente come i singoli istituti abbiano tutto l'interesse a mostrare un'immagine positiva ai propri potenziali clienti, cioè gli studenti, o meglio le famiglie. L'ijime, per una scuola, si traduce in un marchio vergognoso che rischia di minarne il prestigio, allontanare i possibili iscritti e, in ultima istanza, incidere sul bilancio e sui finanziamenti statali. Queste le cause che portano a un'atmosfera di omertà interna ed esterna alle scuole per quel che riguarda l'ijime.
Da ultimo è da considerare come l'appropriazione dell'argomento da parte dei mass media abbia contribuito a creare un discorso collettivo sull'ijime basato in gran parte su immagine stereotipe, retoriche e semplicistiche, prive di interesse per le eventuali condizioni effettive del fenomeno. Un discorso collettivo autonomo in grado di influenzare parte dell'indagine specialistica ma, soprattutto, le decisioni dei legislatori in materia di contrasto.
Una parte, seppur minoritaria, di studiosi si interroga invece in maniera anche radicale sull'effettiva consistenza del fenomeno, partendo da un approccio costruzionista. Di fronte all'esplodere dell'interesse sull'ijime a metà degli anni '80, non ci si deve chiedere il perché dell'aumento dei casi riconosciuti, ma se questo aumento sia reale o non sia dovuto anche o solamente all'adozione di nuovi criteri per individuare un fenomeno precedentemente privo di una sua definizione. In tal senso dunque, anche prescindendo dall'effettiva incidenza dei casi di ijime presenti in ambito scolastico (spesso giudicata del tutto inverificabile), il focus delle indagini dovrebbe spostarsi sulle cause del risveglio dell'interesse pubblico. Il discorso sull'ijime, dunque, sarebbe da ricondurre all'interno di tutti quei discorsi pubblici che la società adulta crea in riferimento all'infanzia e all'adolescenza non per un interesse concreto, ma per poter proiettare al di fuori di sé le ansie e le domande sulla propria stessa condizione. La società adulta, dunque, discorrendo dell'ijime dei più giovani, non farebbe altro che discutere dell'ijime presente a ogni livello della società nel suo complesso (ad esempio nel mondo del lavoro), depurandola ed esorcizzandola tramite quello che risulta un unico, grande sistema di rimozione.

## Gli elementi

### Rapporto vittima-persecutore
Le primissime ricerche sull'ijime, concentrate soprattutto nella metà degli anni Ottanta, sono focalizzate soprattutto sul rapporto tra la vittima e gli aggressori, e sugli eventuali tratti caratteriali che possono portare determinati individui all'incapacità di difendersi e/o determinati altri a indulgere a persecuzioni fine a sé stesse e spesso spietate. Le indagini si rivolgono alla sfera della psicologia individuale, ed è in questa che vengono anche cercati i rimedi. L'ijime è vista quindi come risultato di carenze educative, specie per quel che riguarda gli aggressori, carenze ricondotte a loro volta alle cause più disparate.

### Ruolo del gruppo
Successivamente alla metà degli anni Ottanta lo spettro dell'indagine viene allargato alla struttura del gruppo scolastico. Da una parte si rileva il peso assunto, nel mantenimento dei meccanismi di sviluppo dell'ijime, da parte della cerchia degli "osservatori" (傍観者?, bōkansha), individui che, pur non partecipando direttamente alle aggressioni, le appoggiano con un tacito consenso. Dall'altra è messa in discussione la rigida dicotomia tra aggressore e vittima, riconoscendo che gli stessi individui possono, in una dinamica di gruppo fluida, passare da un ruolo all'altro a seconda delle occasioni e dei periodi. L'ijime viene quindi ricondotta all'interno delle dinamiche del gruppo, e analizzata con gli strumenti della microsociologia.

## Ipotesi sulle cause scatenanti
La maggior parte delle teorie, che abbiano un approccio individuale o incentrato sulle dinamiche del gruppo, si interrogano sulle cause per cui, con il passaggio dagli anni Settanta agli anni Ottanta, sia avvenuta l'esplosione dei casi di ijime. Le risposte sono le più disparate. È possibile riconoscere comunque una dicotomia trasversale tra teorie che propongono l'ijime come una deviazione patologica e abnorme di gruppi originariamente sani, o come una semplice amplificazione visibile di dinamiche intrapersonali già di per sé basate su rapporti viziati dalla logica del potere e della sottomissione.

### Degenerazione della società
Alcuni studiosi chiamano in causa mutazioni a livello macrosociale, e le loro ricadute sullo sviluppo psichico dei più giovani. L'individuazione delle cause a livello concreto si sviluppa lungo ulteriori ramificazioni: eccessivo individualismo; mancata introiezione delle norme sociali; assimilazione di modelli negativi attraverso i mass media; ottundimento delle capacità empatiche in seguito all'intensa esposizione ad attività autistiche (come fumetti, televisione o videogiochi); dissolvimento della famiglia tradizionale. Comune a tutte queste ipotesi è il presupposto che l'ijime, un tempo inesistente o comunque inconsistente, sia il frutto malato di una sorta di "degenerazione della società".

### Stress scolastico e oppressione istituzionale
C'è chi mette in evidenza la pervasività con cui il sistema scolastico giapponese informa il tempo individuale degli studenti, in particolare tramite una serrata competitività rigidamente meritocratica e l'imposizione di regolamenti minuziosi, disumanizzanti e imposti con la forza dell'autorità. Il primo punto in particolare si traduce in orari prolungati sino al tardo pomeriggio, seguiti da lezioni supplementari in scuole private per poter superare esami calibrati su livelli molto alti. La scuola inoltre, delegata in tal senso dalle famiglie e dalla società, si fa carico di organizzare anche parte delle attività ricreative degli studenti e di sorvegliare sulla loro disciplina, configurandosi quindi come una vera e propria "istituzione totale". A tutto questo si aggiunge un carico di studio ben più pesante che negli altri paesi industrializzati, basato inoltre in gran parte su un nozionismo meccanico e decontestualizzato. Risultato sarebbe una condizione permanente di fortissimo stress psicofisico per gli studenti che, impossibilitati a rivolgerlo all'esterno del gruppo, troverebbe nell'ijime uno sfogo interno, di natura quasi cannibalesca.

### Particolarità della società nipponica
Molti altri studiosi riconducono l'ijime, specie in quanto fenomeno di gruppo, ai tratti tipici e tradizionali della società giapponese, orientata fin dall'antichità al prevalere della collettività sull'individuo. Partendo da questa base comune tuttavia, ancora una volta, le opinioni sulla diagnosi storica e le modalità di contrasto divergono. Alcuni affermano che la salita alla ribalta dell'ijime come problema sociale riconosciuto sia segno di una lotta ancora in corso tra, da una parte, il modello tradizionale del gruppo come sistema chiuso e omogeneo e, dall'altra, le nuove esigenze individualistiche introiettate da segmenti delle fasce più giovani della popolazione.
All'opposto c'è chi proclama la fondamentale bontà dei principi tradizionali della società nipponica. L'ijime sarebbe sempre esistita nella società giapponese, sono le generazioni attuali a essere diventate, nell'intento di sottrarsi a qualsivoglia tipo di responsabilità collettiva, incapaci di viverla e comprenderla come necessaria al processo educativo. Il rimedio non consiste nel cercare di sradicare il fenomeno, frutto in ultima istanza della natura profonda del popolo giapponese, ma nel ristabilire un'educazione basata sui valori tradizionali, di impegno e stoica resistenza alle avversità. È chiaro come quest'ultima posizione si richiami quasi in toto ai principi del nihonjinron.